# Lindstedterhorst
Lindstedterhorst ist ein Ortsteil der Ortschaft Lindstedt der Hansestadt Gardelegen im Altmarkkreis Salzwedel in Sachsen-Anhalt.

## Geografie
Lindstedterhorst, ein Straßendorf mit Kirche, liegt 12 Kilometer nordöstlich der Stadt Gardelegen in der Altmark. Im Osten fließt der Lindstedter Grenzgraben, im Westen der Kellerbach in Richtung Norden zum Secantsgraben in das EU-Vogelschutzgebiet Milde-Niederung/Altmark.
Nachbarorte sind Lindstedt und Kassieck im Südwesten, Holzhausen und Könnigde im Norden, Wollenhagen und Klinke im Osten, sowie Lotsche und Seethen im Südosten.

## Geschichte

### Mittelalter bis Neuzeit
Lindstedterhorst wurde im Jahre 1419 erstmals erwähnt. In einer Klageschrift des Markgrafen Friedrich von Brandenburg gegen den Erzbischof Günther wegen der seit 1412 stattgefundenen Landesbeschädigungen wird berichtet: „Anno XIX stalen die … eynen Armen man von dem dorfe horst genant“. Aus dem Zusammenhang ergibt sich, dass es sich hier um Lindstedterhorst handelt. Weiter heißt es: „Item namen sy dem schulten vsz dem dorfe horst IIII Pferde“. 
Im Jahre 1498 wurde das dorff lintstedehorst in einem Lehnsbrief für die Familie von Lindstedte genannt. Weitere Nennungen sind 1513 das dorff Lintstedehorst, 1551 Lindstedterhorst, 1608 Lindstettische Horst, 1687 Lindstedterhorst und 1804 Lindstädter Horst.

### Herkunft des Ortsnamens
Parisius und Brinkmann vermuten, dass das Dorf von Lindstedt aus auf einem festen Stück Landes (Horst) im Moor gegründet wurde und meinen „thatsächlich ist das freilich bei sehr vielen wenn nicht den meisten Dörfern des Kreises so, aber nur bei einigen jüngeren weist der Name mit der Endung -horst noch ausdrücklich darauf hin.“

### Landwirtschaft
In der Region südlich von Bismark (Altmark) wurde zwischen dem 13. Jahrhundert und der Mitte der 1950er Jahre Hopfen angebaut, da sich der moorige Boden sich gut zum Hopfenanbau eignete. Hier gedieh „der beste Hopfen Norddeutschlands“. In Lindstedterhorst, Lindstedt, Klinke und Kassieck wurden die höchsten Erträge der gesamten Altmark erzielt.
Bei der Bodenreform wurden 1945 wurden erfasst: 32 Besitzungen unter 100 Hektar mit zusammen 371 Hektar und eine Besitzung der Kirche mit 3 Hektar. Über Enteignungen wurde nichts überliefert.
Im Jahre 1974 wird Zwischengenossenschaftliche Einrichtung ZGE „25. Jahrestag“ mit einer Milchviehanlage genannt. 1980 wurde die ZGE gelöscht. 1986 wird eine LPG (T) Lindstedt, Sitz Lindstedterhorst, mit Rinderanlage, Schweineanlage Seethen und Verwaltung Lindstedterhorst aufgeführt.

### Eingemeindungen
Ursprünglich gehörte das Dorf zum Stendalischen Kreis der Mark Brandenburg in der Altmark. Zwischen 1807 und 1810 lag es im Landkanton Stendal auf dem Territorium des napoleonischen Königreichs Westphalen. Ab 1816 gehörte die Gemeinde zum Kreis Gardelegen, dem späteren Landkreis Gardelegen.
Die Gemeinde Lindstedterhorst wurde am 25. Juli 1952 in den neuen kleineren Kreis Gardelegen umgegliedert. Am 1. Januar 1974 wurde Lindstedterhorst in die Gemeinde Lindstedt eingemeindet.
Mit der Eingemeindung von Lindstedt in die Hansestadt Gardelegen per Landesgesetz am 1. Januar 2011 kam der Ortsteil Lindstedterhorst zur neuen Ortschaft Lindstedt und zur Hansestadt Gardelegen.

### Einwohnerentwicklung
| Jahr | Einwohner |
| ---- | --------- |
| 1734 | 170       |
| 1772 | 152       |
| 1790 | 150       |
| 1798 | 178       |
| 1801 | 197       |
| 1817 | 166       |

| Jahr | Einwohner |
| ---- | --------- |
| 1840 | 206       |
| 1864 | 227       |
| 1871 | 220       |
| 1885 | 208       |
| 1892 | [00]218   |
| 1895 | 221       |

| Jahr | Einwohner |
| ---- | --------- |
| 1900 | [00]214   |
| 1905 | 210       |
| 1910 | [00]198   |
| 1925 | 199       |
| 1939 | 139       |
| 1946 | 289       |

| Jahr | Einwohner |
| ---- | --------- |
| 1964 | 191       |
| 1971 | 157       |
| 2012 | [00]87    |
| 2021 | [0]75     |
| 2022 | [0]75     |

Quelle, wenn nicht angegeben, bis 2006:

## Religion
- Die evangelische Kirchengemeinde Lindstedterhorst, die früher zur Pfarrei Lindstedt gehörte,[16] wird heute betreut vom Pfarrbereich Lindstedt im Kirchenkreis Salzwedel im Propstsprengel Stendal-Magdeburg der Evangelischen Kirche in Mitteldeutschland.[17] Die historischen Überlieferungen in Kirchenbüchern für Lindstedterhorst beginnen im Jahre 1664.[18]
- Die katholischen Christen gehören zur Pfarrei St. Anna in Stendal im Dekanat Stendal im Bistum Magdeburg.[19]

## Kultur und Sehenswürdigkeiten
- Die evangelische Dorfkirche Lindstedterhorst ist ein flach gedeckter im Kern mittelalterlicher Feldsteinbau. Über dem Westteil des Gebäudes erhebt sich ein quadratischer Turm mit Laterne von 1794.[20] Die flache Holzbalkendecke im Innern gestaltete im Jahre 1891 Reinhold Ebeling,[21] ein Kirchen- und Dekorationsmaler aus Hannover mit einer mit Schablonenmalerei.[22]
- Der Friedhof des Dorfes befindet sich auf dem Kirchhof. Sehenswert ist das Grabmal eines Ackermanns aus Sandstein aus dem 19. Jahrhundert.[23]
- Mehrere Bauernhöfe und das Torhaus im Süden des Dorfes stehen unter Denkmalschutz.

## Wirtschaft
- Die landwirtschaftlichen Betriebe vor Ort betreiben Milchviehhaltung und eine Biogasanlage. Es gibt eine Tischlerei mit einer Möbelmanufaktur.